# Cuverville (Seine-Maritime)
Pour les articles homonymes, voir Cuverville.
Cuverville est une commune française située dans le département de la Seine-Maritime en région Normandie.

## Géographie

### Localisation
|              | Les Loges           | Fongueusemare |
| Villainville | Cuverville          | Écrainville   |
|              | Criquetot-l'Esneval |               |

### Hydrographie
La commune est située dans le bassin Seine-Normandie. Elle n'est drainée par aucun cours d'eau,.

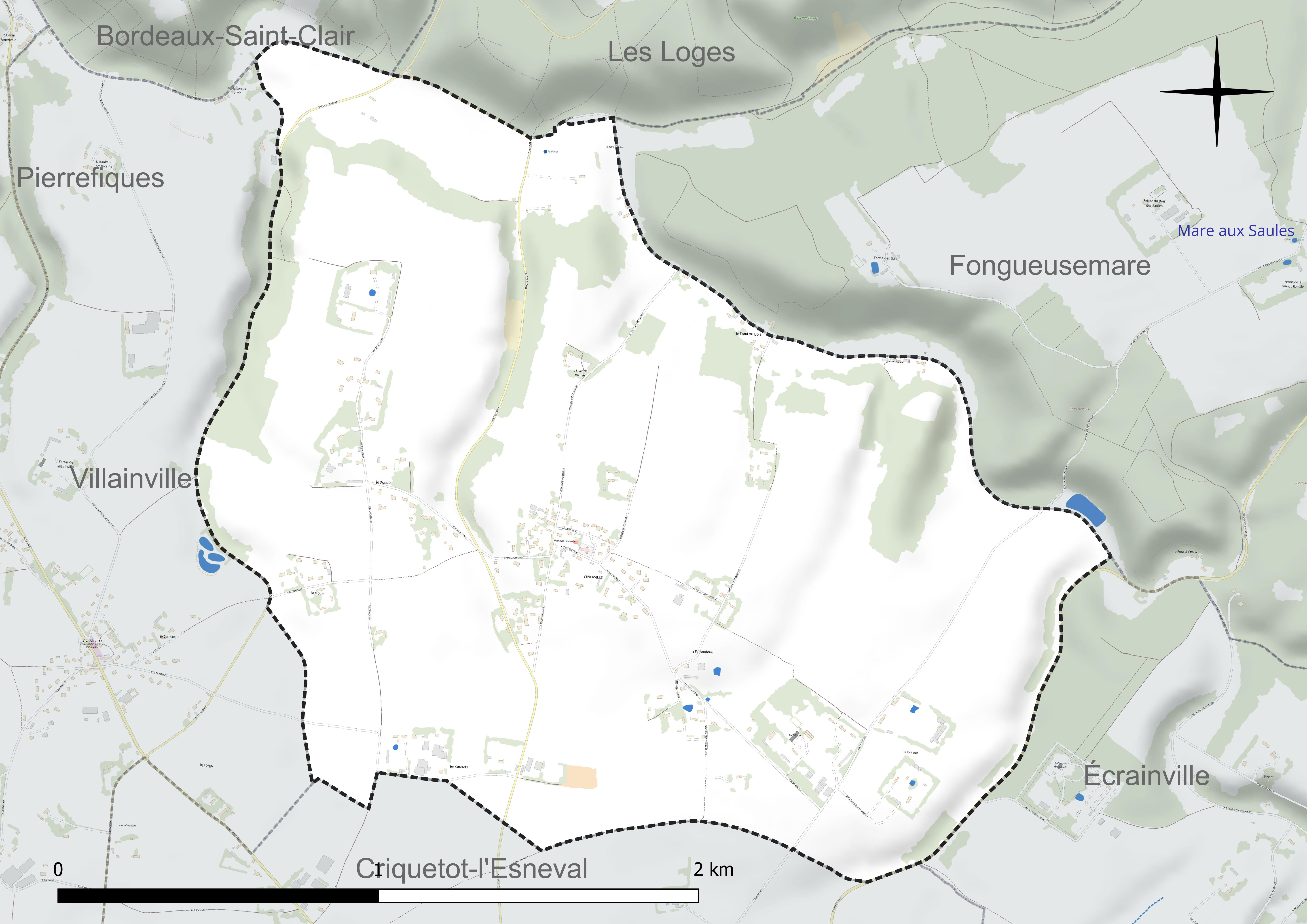
Réseau hydrographique de Cuverville.

### Climat
Pour des articles plus généraux, voir Climat de la Normandie et Climat de la Seine-Maritime.
En 2010, le climat de la commune est de type climat océanique franc, selon une étude du CNRS s'appuyant sur une série de données couvrant la période 1971-2000. En 2020, Météo-France publie une typologie des climats de la France métropolitaine dans laquelle la commune est exposée à un climat océanique et est dans la région climatique Côtes de la Manche orientale, caractérisée par un faible ensoleillement (1 550 h/an) ; forte humidité de l’air (plus de 20 h/jour avec humidité relative > 80 % en hiver), vents forts fréquents. Parallèlement le GIEC normand, un groupe régional d’experts sur le climat, différencie quant à lui, dans une étude de 2020, trois grands types de climats pour la région Normandie, nuancés à une échelle plus fine par les facteurs géographiques locaux. La commune est, selon ce zonage, exposée à un « climat maritime », correspondant au Pays de Caux, frais, humide et pluvieux, légèrement plus frais que dans le Cotentin.
Pour la période 1971-2000, la température annuelle moyenne est de 10,3 °C, avec une amplitude thermique annuelle de 12,8 °C. Le cumul annuel moyen de précipitations est de 960 mm, avec 13,1 jours de précipitations en janvier et 8,5 jours en juillet. Pour la période 1991-2020, la température moyenne annuelle observée sur la station météorologique la plus proche, située sur la commune de Octeville-sur-Mer à 16 km à vol d'oiseau, est de 11,5 °C et le cumul annuel moyen de précipitations est de 790,7 mm,. Pour l'avenir, les paramètres climatiques de la commune estimés pour 2050 selon différents scénarios d'émission de gaz à effet de serre sont consultables sur un site dédié publié par Météo-France en novembre 2022.

## Urbanisme

### Typologie
Au 1er janvier 2024, Cuverville est catégorisée commune rurale à habitat dispersé, selon la nouvelle grille communale de densité à sept niveaux définie par l'Insee en 2022.
Elle est située hors unité urbaine. Par ailleurs la commune fait partie de l'aire d'attraction du Havre, dont elle est une commune de la couronne,. Cette aire, qui regroupe 116 communes, est catégorisée dans les aires de 200 000 à moins de 700 000 habitants,.

### Occupation des sols
L'occupation des sols de la commune, telle qu'elle ressort de la base de données européenne d’occupation biophysique des sols Corine Land Cover (CLC), est marquée par l'importance des territoires agricoles (88,2 % en 2018), en augmentation par rapport à 1990 (86,8 %). La répartition détaillée en 2018 est la suivante : 
terres arables (61,1 %), zones agricoles hétérogènes (20,8 %), forêts (11,8 %), prairies (6,3 %). L'évolution de l’occupation des sols de la commune et de ses infrastructures peut être observée sur les différentes représentations cartographiques du territoire : la carte de Cassini (XVIIIe siècle), la carte d'état-major (1820-1866) et les cartes ou photos aériennes de l'IGN pour la période actuelle (1950 à aujourd'hui).

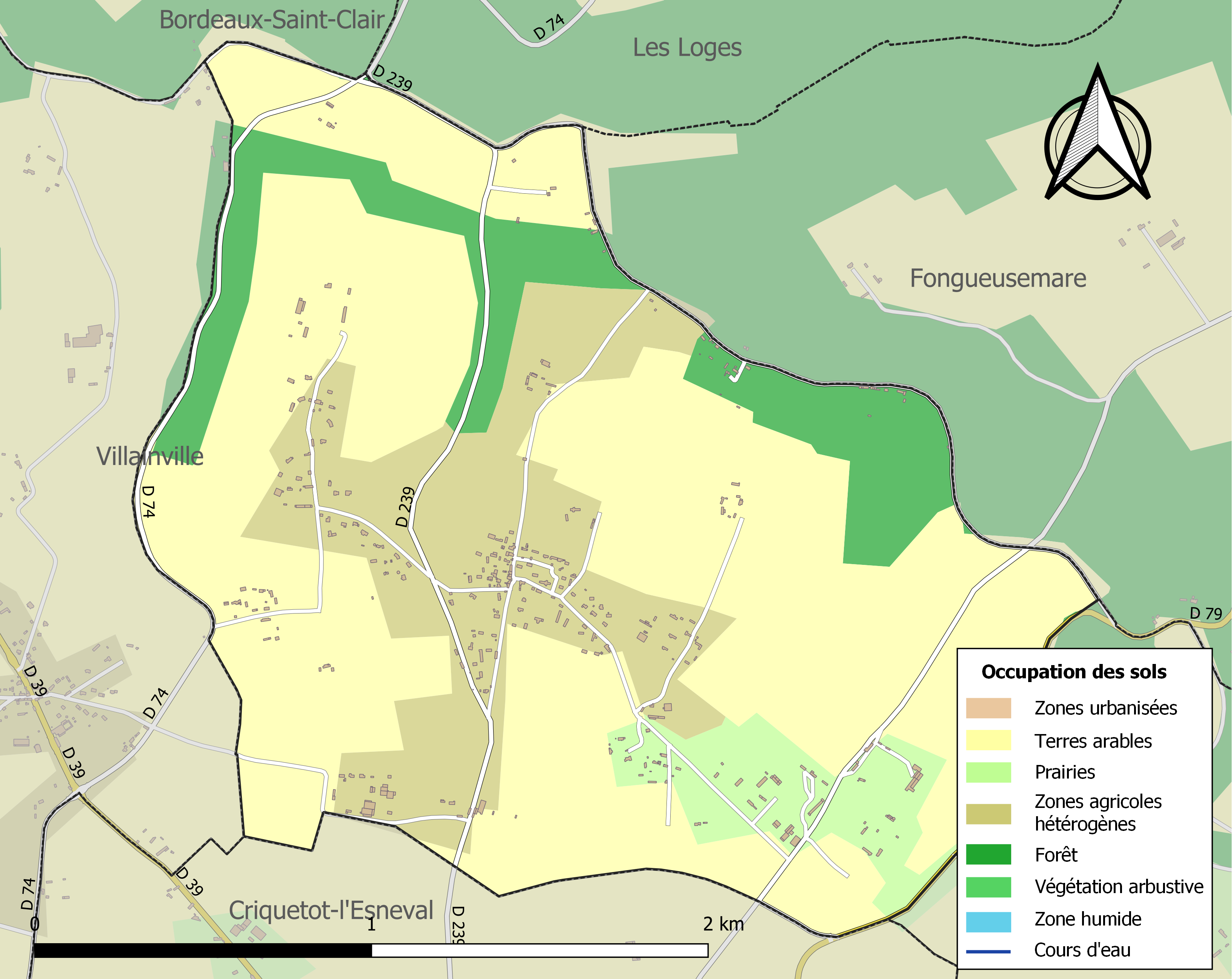
Carte des infrastructures et de l'occupation des sols de la commune en 2018 (CLC).

## Toponymie
Le nom de la localité est attesté sous les formes de Culvertvilla au XIIe siècle; de Culvervilla en 1180 ; de Cubertivilla fin du XIIe siècle ; Parrochia de Cuvervilla en 1254 ; Parrochia Beate Marie de Cuvervilla en 1258, 1271, 1282 et 1295 ; Ville de Cuverville 1327 (Archives départementales de la Seine-Maritime, 19 H.) ; Cuvervilla entre 1240 et 1337 ; Cuverville en 1319 (Archives de Seine-Maritime, C 3267) et en 1431 (Auguste Longnon) ; Notre Dame de Cuverville en 1666 et en 1713 (Archives de Seine-Maritime, C 1607, 737) ; Fief de Cuverville aux XVIe et XVIIe siècles ; Cuverville sur Etretat 1740 ; Cuverville en 1715 (Frémont) et en 1757 (carte de Cassini).
Étymologie : voir Cuverville (Calvados)#Toponymie.

## Politique et administration
| Période                                  | Période                    | Identité              | Étiquette | Qualité                                                                                                 |
| ---------------------------------------- | -------------------------- | --------------------- | --------- | --- |
| Les données manquantes sont à compléter. |                            |                       |           | |
|                                          |                            | Henri Émile Lenormand |           | Cultivateur                                                                                             |
| Les données manquantes sont à compléter. |                            |                       |           | |
| mars 2001                                | mars 2008                  | Serge Lafaurie        |           | Cadre chez Peugeot                                                                                      |
| mars 2008                                | En cours (au 10 août 2020) | Pierre Lemetais       |           | Vice-président de la CC du canton de Criquetot-l'Esneval (2014 → 2018) Réélu pour le mandat 2020-20260, |

## Démographie
L'évolution du nombre d'habitants est connue à travers les recensements de la population effectués dans la commune depuis 1793. Pour les communes de moins de 10 000 habitants, une enquête de recensement portant sur toute la population est réalisée tous les cinq ans, les populations de référence des années intermédiaires étant quant à elles estimées par interpolation ou extrapolation. Pour la commune, le premier recensement exhaustif entrant dans le cadre du nouveau dispositif a été réalisé en 2006.

En 2022, la commune comptait 341 habitants, en évolution de −3,67 % par rapport à 2016 (Seine-Maritime : +0,35 %, France hors Mayotte : +2,11 %).
| 1793 | 1800 | 1806 | 1821 | 1831 | 1836 | 1841 | 1846 | 1851 |
| ---- | ---- | ---- | ---- | ---- | ---- | ---- | ---- | ---- |
| 560  | 750  | 447  | 398  | 488  | 467  | 486  | 408  | 408  |

| 1856 | 1861 | 1866 | 1872 | 1876 | 1881 | 1886 | 1891 | 1896 |
| ---- | ---- | ---- | ---- | ---- | ---- | ---- | ---- | ---- |
| 386  | 408  | 399  | 384  | 370  | 307  | 306  | 322  | 286  |

| 1901 | 1906 | 1911 | 1921 | 1926 | 1931 | 1936 | 1946 | 1954 |
| ---- | ---- | ---- | ---- | ---- | ---- | ---- | ---- | ---- |
| 288  | 278  | 269  | 247  | 249  | 242  | 241  | 245  | 228  |

| 1962 | 1968 | 1975 | 1982 | 1990 | 1999 | 2006 | 2011 | 2016 |
| ---- | ---- | ---- | ---- | ---- | ---- | ---- | ---- | ---- |
| 177  | 169  | 148  | 187  | 231  | 292  | 319  | 357  | 354  |

| 2021 | 2022 | - | - | - | - | - | - | - |
| ---- | ---- | - | - | - | - | - | - | - |
| 342  | 341  | - | - | - | - | - | - | - |

## Culture locale et patrimoine

### Lieux et monuments

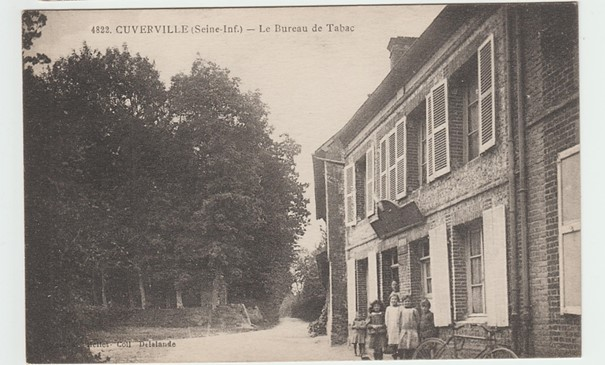
Photographie ancienne du bureau de tabac de Cuverville.

- Le château de Cuverville.
- Église Notre-Dame.

### Personnalités liées à la commune
- André Gide, Prix Nobel de Littérature 1951, enterré au cimetière de Cuverville.
- Marc Allégret

### Héraldique
| Armes de Cuverville | Les armes de la commune de Cuverville se blasonnent ainsi : Écartelé : au 1 de gueules aux deux léopards d’or, armés et lampassés d’azur, passant l’un sur l’autre ; aux 2 et 3 d'azur aux trois croissants d'or ; au 4 de gueules à la plume d'écrivain légèrement en barre d'or. Le léopard d'or sur champ de gueules rappelle les armes de la Normandie (choix motivé par la fusion des deux Normandie), les croissants sont les armes de l'ancienne famille des Cuverville, et la plume est une référence à André Gide, qui venait chaque année séjourner dans le château de son oncle maternel et qui repose dans le village |